# Honda Shuttle
Honda Shuttle — минивэн типа универсал повышенной вместимости с 3 рядами кресел, а также стандартный универсал. Производился компанией Honda. Имел отличительную особенность в виде хорошей трансформации салона — 3-й ряд складывается в пол, а 2-й ряд в 7-местной комплектации складывается вперёд вертикальной «книжкой», что легко образует позади 1-го ряда довольно большое багажное отделение. Являлся европейской версией минивэна (MPV) Honda Odyssey 1 поколения. Отличался от Odyssey комплектациями исключительно 2WD (передний привод), отсутствием 2-го кондиционера для пассажиров 2—3 рядов, имеет круиз-контроль в качестве опции. Выпускался только с АКПП и двигателями объёмом 2,2 л (F22B) и 2,3 л (F23A). По причине неудовлетворительного спроса в Европе был снят с производства и продаж и заменён на меньшую модель Honda Stream.

## Другие модели
- Пятидверный универсал, запущенный в производство в 1983 году, основан на хетчбэке Honda Civic третьего поколения. В США транспортное средство известно как Wagon и Wagovan, а в других странах — Shuttle.
- Honda Fit Shuttle — пятидверный универсал на базе хетчбэка Honda Fit/Jazz, запущенный в производство в 2011 году. В Японии, Китае, Северной Америке и Южной Америке автомобиль известен как Fit, а в Европе, Океании, на Ближнем Востоке, в Юго-Восточной Азии, Индии и Африке автомобиль носит название Jazz.
- Минивэн Honda Odyssey, выпускаемый с 1994 года, в настоящее время выпускается в пятом поколении.

Все эти три модели никак не связаны друг с другом.

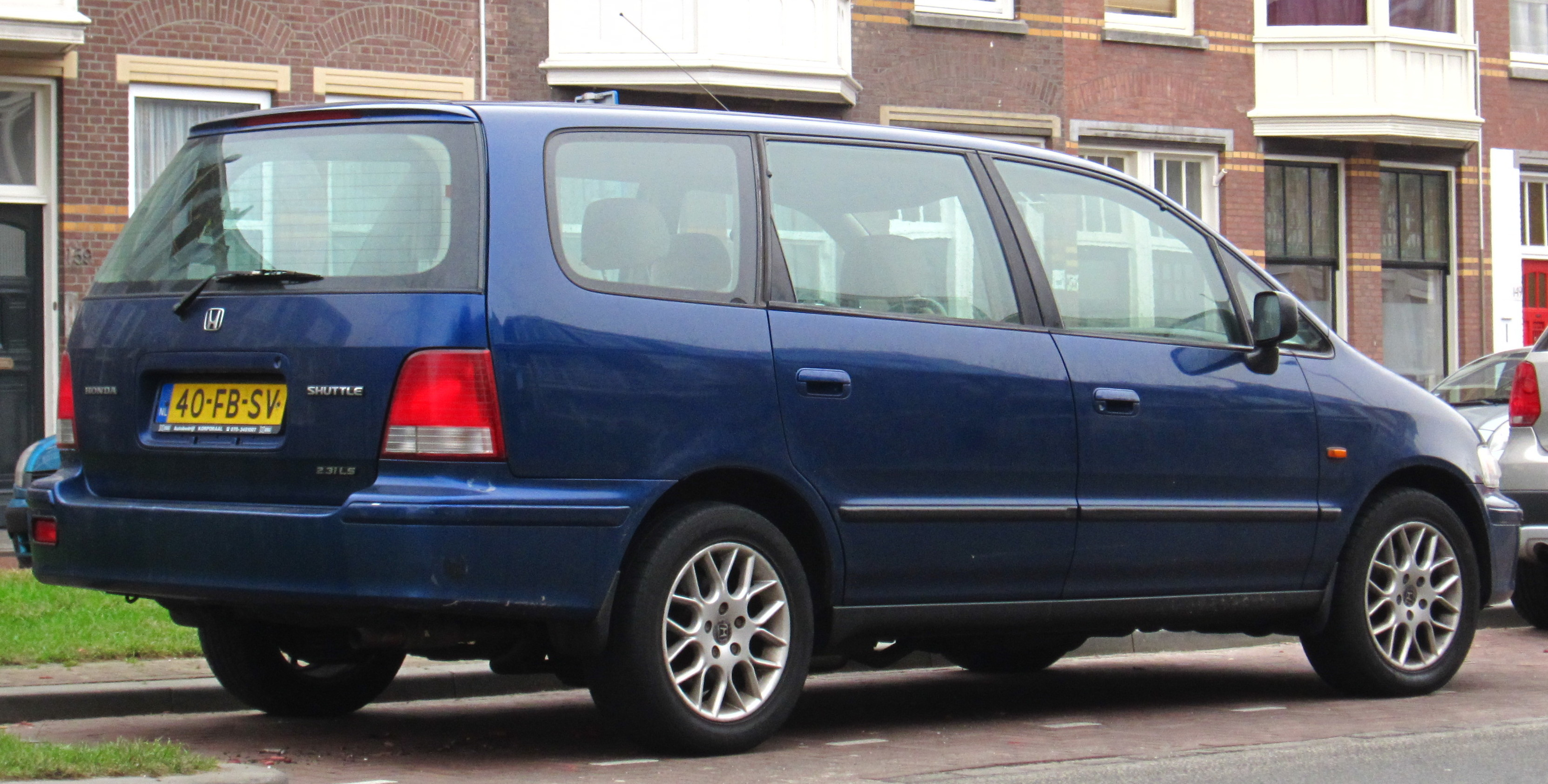
Honda Shuttle
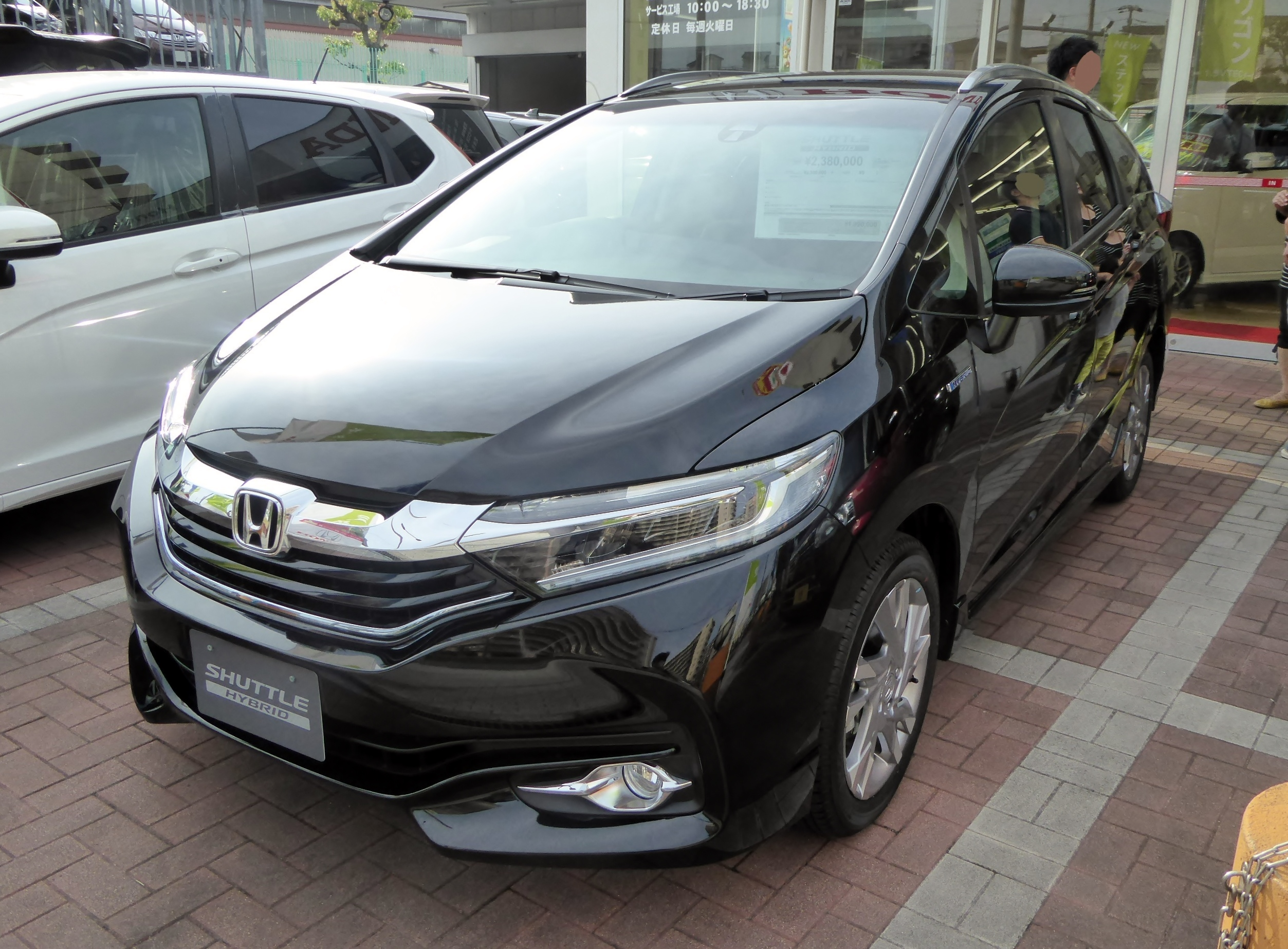
Honda Fit Shuttle